# 104省道 (安徽省)
安徽省道104，又称合宣路，是安徽省省道之一。 104省道起于合肥市瑶海区大兴镇，终于宣城市宁国市中溪镇。途经合肥市区、肥东县、巢湖市、含山县、芜湖市区、芜湖县、宣城市区、宁国市。